# Regina (wąż)
Regina – rodzaj węży z podrodziny zaskrońcowatych (Natricinae) w rodzinie połozowatych (Colubridae).

## Zasięg występowania
Rodzaj obejmuje gatunki występujące w Ameryce Północnej (Kanada i Stany Zjednoczone).  

## Systematyka

### Etymologia
Regina: łac. regina „królowa”, od rex, regis „król”, od regere „rządzić”.

### Podział systematyczny
Do rodzaju należą następujące gatunki: 
- Regina grahamii Baird & Girard, 1853
- Regina septemvittata (Say, 1825) – regina żółtopasa[5]